# MSC Lirica
Le MSC Lirica est un navire de croisières  de Classe Lirica construit en 2003 par les Chantiers de l'Atlantique à Saint-Nazaire pour la société MSC Croisières. C'est l'amiral de la Classe Lirica.
Le MSC Lirica est le sister-ship du MSC Armonia, du MSC Sinfonia et du MSC Opera.
Il dispose de 13 ponts, 780 cabines, et d’une capacité d’accueil de 2 069 passagers en plus des 700 membres d’équipage.
En novembre 2013, MSC Croisières annonce que le MSC Lirica, MSC Opera, MSC Sinfonia et MSC Armonia vont être jumboïsés de 24 mètres par Fincantieri. Les travaux d'agrandissement finiront normalement en 2015. Il y aura 200 cabines de plus ainsi que de nouveaux espaces publics dont un restaurant.

## Baptême
Le navire a été baptisé le 12 avril 2003 à Naples par Sophia Loren. Il a été le premier de la nouvelle génération phare de la société.

## Incident
En mars 2021, le navire est victime d'un incendie provenant d'un canot de sauvetage alors qu’il était amarré à Corfou à cause de la pandémie de la Covid-19. Aucun passager n’était à bord.

## Description
L'équipement du navire comprend :
- 13 ponts dont 9 passagers
- 9 ascenseurs
- des systèmes permettant de réduire les vibrations et le bruit dans les lieux publics
- 132 suites avec balcon privé
- 2 suites familiales avec fenêtre
- 370 cabines extérieures avec hublot
- 276 cabines intérieures
- TV interactive, minibar, coffre-fort, salle de bains avec douche ou baignoire, sèche-cheveux, climatisation et chauffage, téléphone, Internet sans fil (payant).
- des services (accueil, bureau d'excursions, centre médical)
- le Broadway Theater avec 713 sièges.
- 4 restaurants
- 8 bars dont un externe.
- un centre de beauté (thalassothérapie, hammam, sauna, salle de gym, massage, salon de beauté, salon de coiffure, musculation, salle de fitness)
- des espaces de sport (piste de jogging, jeu de palets, mini-golf, centre sportif)
- des zones de plaisir (boutiques, cafés internet, casino, discothèque, salle de jeux, bibliothèque, aire de jeux et mini-club)

## Sister-ships
- MSC Opera
- MSC Armonia
- MSC Sinfonia